# خليج منار

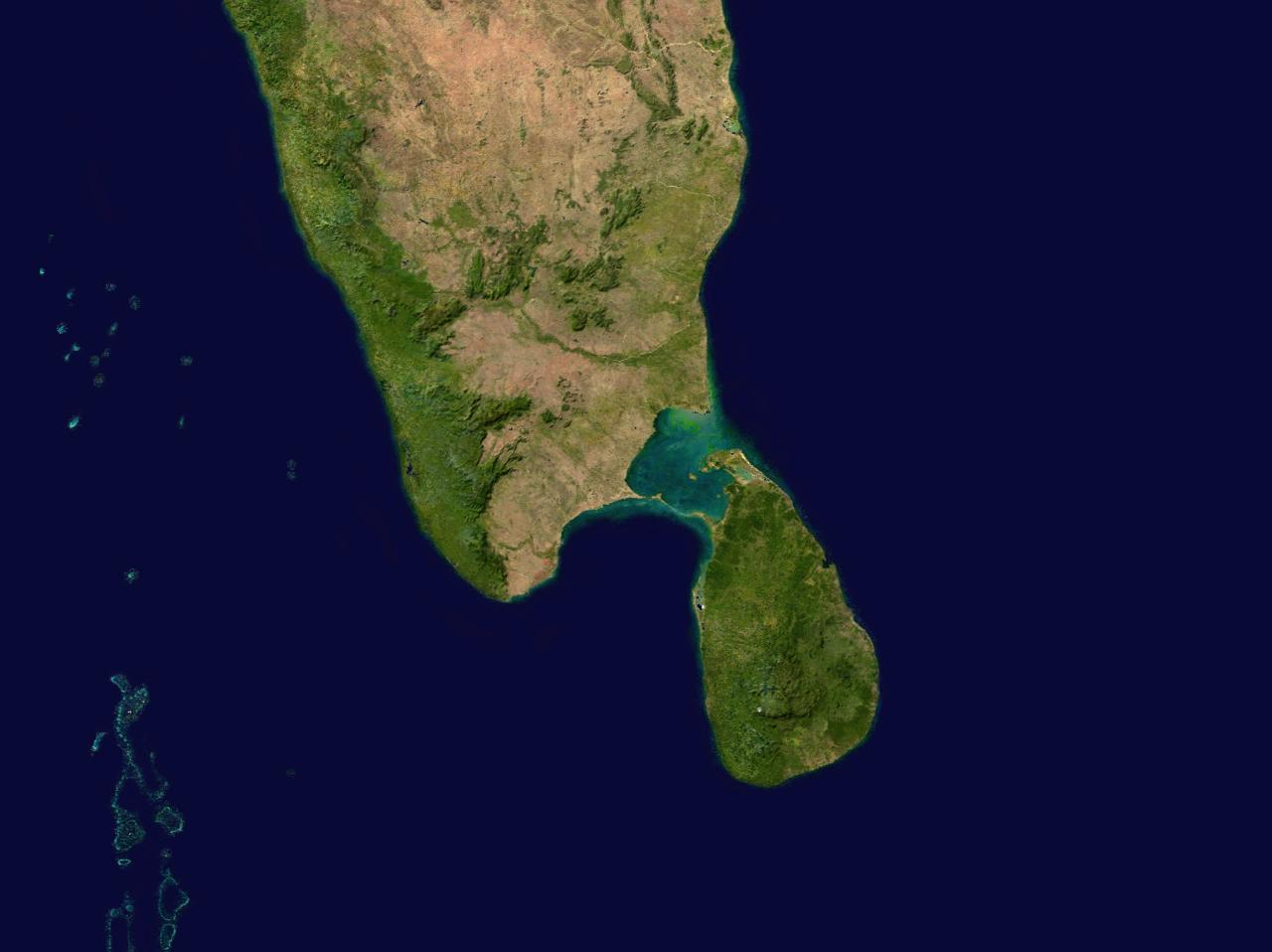
صورة فضائية لخليج منّار.

خليج مَنّارْ (بالسنهالية: මන්නාරමි ‌බොක්ක ووبالتاملية: மன்னார் வளைகு) هو بحر فاصل بين جنوب الهند (تامل نادو) وسريلانكا.